# Aerotechtelub
Aerotechtelub, formellt AerotechTelub, var ett svenskt konsultföretag inom främst försvarsteknik. Företaget bildades 1999 genom sammanslagning av Celsius dotterbolag Aerotech och TietoEnators dotterbolag Telub och hade som mest cirka 2 600 anställda. Företaget sålde tekniska tjänster inom informationsteknik, elektronik och farkostteknik främst till offentliga beställare, bland annat inom Totalförsvaret.
I september 2001 förvärvades aktiemajoriteten av försvarskoncernen Saab vilka införlivade AerotechTelub i moderbolaget.